# Абусахл-Амазасп
Абусахл-Амазасп (*Աբուսահլ-Համազասպ, д/н —972) — 3-й цар Васпуракана з 959 до 972 року.

## Життєпис
Походив з династії Арцрунідів. Молодший син Гагіка I, царя Васпуранану, й Млке Арцруні. Про дату народження нічого невідомо. Замолоду одружився з Гадай, представницею знатного вірменського роду. У 959 році успадкував трон після смерті старшого брата Деренік-Ашот.
Дотримувався мирних стосунків з мусульманськими сусідами, насамперед Саларідами. При цьому скористався розгардіяшем між останніми за владу, а потім війнами Саларідів та Шеддадідів задля зміцнення влади до озера Урмія. В цій політиці завдав поразки Хойському емірату, який визнав зверхність Васпуракану.
Втім найбільшу загрозу з 960-х років становила Візантійська імперія, яка 968 року зуміла захопити вірменське князівство Тарон (створили на його основі фему з такою ж назвою), загрожуючи Анійському царству і Васпуракану. Задля припинення візантійського наступу зібрав вірменських князів біля озера Ван, уклав союз з Ані. Це змусило імператора Іоанна I Цимісхія відмовитися від підкорення Васпуракану, перенісши війну до Верхньої Месопотамії.
У 968 році візантійський військовик Бард Фока захопив Васпуракана область Манцікерт. Помер Абусахл-Амазасп у 972 році. Його царство було розділено між синами Ашот-Сааком, Гурген-Хачиком та Сенекерімом.

## Родина
Дружина — Гадай
Діти:
- Ашот-Саак, цар у 972—991 роках
- Гурген-Хачик, цар у 972—1003
- Сенекерімом, цар у 972—1021 роках
- Деренік